# Alan Stern
Sol Alan Stern (Nova Orleães, 22 de novembro de 1957) é um cientista planetário do Southwest Research Institute. É especializado em planetas afastados do Sistema Solar, particularmente Plutão. Stern é mais conhecido como o líder da missão New Horizons para Plutão, lançada no início de 2006.